# جائزة هولندا الكبرى
جائزة هولندا الكبرى (بالهولندية: Grote Prijs van Nederland) هو سباق سيارات فورمولا 1 أقيم في حلبة زاندفورت ، شمال هولندا ، هولندا ، من عام 1948 إلى عام 1985 ومنذ عام 2021 فصاعدًا. و هو جزءً من بطولة العالم في فورمولا 1 من عام 1952 ، وكان الجائزة الكبرى الأوروبية مرتين ،عامي 1962 و 1976 ، عندما كان هذا اللقب تسمية فخرية تُمنح كل عام لسباق الجائزة الكبرى في أوروبا.